# Demokratiske Front for Befrielse af Palæstina
Den Demokratiske Front for Befrielse af Palæstina (DFBP) (engelsk: Democratic Front for the Liberation of Palestine (DFLP). Arabisk: الجبهة الديموقراطية لتحرير فلسطين, transskription: al-Jabha al-Dīmūqrāṭiyya li-Taḥrīr Filasṭīn) er en sekulær palæstinensisk marxistisk-leninistisk organisation. Den omtales også ofte blot som Den Demokratiske Front (Arabisk: الديموقراطية, transskription: al-Jabha al-Dīmūqrāṭiyya). Det er en medlemsorganisation af den Palæstinensiske Befrielsesorganisation (PLO), Alliancen af Palæstinensiske Styrker og Den Demokratiske Allianceliste.
Organisationen blev stiftet i 1969 af jordaneren Na'if Hawatmeh og blev da kaldt Popular Democratic Front for the Liberation of Palestine. Den skulle være en politisk anderledes organisation end Popular Front for the Liberation of Palestine (PFLP), der var blevet dannet nogle år forinden som fælles front for en række militante palæstinensiske grupper. DFBP stod ideologisk til venstre for PFLP og erklærede, at dens hovedfjende var de zionistiske overklasseimperialister. Den var også kritisk overfor en række arabiske regeringer og kritiserede andre palæstinensiske grupper for at være for lidt kritiske overfor de reaktionære kræfter i den arabiske verden.
Gruppen har en paramilitær fløj kaldet de Nationale Modstandsbrigader. Et af de angreb, som DFBP er bedst kendt for, er Ma'alot-massakren i 1974, hvor 25 skolebørn og lærere blev dræbt. Selvom de Nationale Modstandsbrigader har krigere baseret på både Vestbredden og Gazastriben, har disse krigere været involveret i relativt få militære operationer siden den anden intifada. De Nationale Modstandsbrigader fortsætter med at deltage i træningsøvelser i paramilitære lejre nær Rafah og Khan Yunis.